# し・の・び・愛 (アルバム)
『し・の・び・愛』（しのびあい）は、1985年10月5日に発売された柏原芳恵の12枚目のオリジナル・アルバム。発売元はフィリップス・レコード。

## 概要
アルバムの帯コピーは、”見えますか。私のなかの二十歳”
シングル「太陽は知っている」、本アルバムと同タイトルのシングル「し・の・び・愛」の別バージョン、そして柏原本人による初の作詞曲1曲を含む全10曲を収録。新たな作家として加藤和彦、杉本真人、小坂明子らが曲を提供している。
本作と同日に、シングル「し・の・び・愛」の別ジャケット版が発売された。こちらのジャケット写真はアルバムのジャケットと同じフォト・セッションによるものだが、少々カットが異なる。
2018年9月26日には、オリジナルの収録曲に加えて「し・の・び・愛」のシングル・バージョン、五輪真弓が提供したシングル曲「春ごころ」のA・B面曲などがボーナス・トラックとして追加収録され、『し・の・び・愛 +3』としてユニバーサルミュージックよりSHM-CD仕様で発売された。

## 収録曲

### LP

#### Side A
1. 恋のD-day（3:33）
作詞：安井かずみ　作曲：加藤和彦　編曲：船山基紀
2. ショック・かくして・大人する（3:56）
作詞：安井かずみ　作曲：加藤和彦　編曲：船山基紀
3. 夕月檸檬（4:34）
作詞：松井五郎　作曲：中崎英也　編曲：川島裕二
4. 太陽は知っている（4:10）
作詞：松井五郎　作曲：松尾一彦　編曲：渡辺博也
  - 22枚目のシングルA面曲。
5. 人生GAME（4:33）
作詞：YOSHIE　作曲：小森田実　編曲：渡辺博也

#### Side B
1. ハリウッド・ロマンス（4:07）
作詞・作曲：高見沢俊彦　編曲：船山基紀
  - 23枚目のシングル「し・の・び・愛」のB面曲。
2. し・の・び・愛－New Version－（3:32）
作詞・作曲：高見沢俊彦　編曲：佐藤準
  - 23枚目のシングルA面曲のアルバムバージョン。
3. センチメンタル・ホテル（4:34）
作詞・作曲：松宮恭子　編曲：渡辺博也
4. 元気でね･･･（4:19）
作詞・作曲：杉本真人　編曲：渡辺博也
5. 一人七色（3:31）
作詞：佐藤ありす　作曲：小坂明子　編曲：渡辺博也

### CD
1. 恋のD-day
2. ショック・かくして・大人する
3. 夕月檸檬
4. 太陽は知っている
5. 人生GAME
6. ハリウッド・ロマンス
7. し・の・び・愛－New Version－
8. センチメンタル・ホテル
9. 元気でね･･･
10. 一人七色

### し・の・び・愛 +3（SHM-CD）
1. 恋のD-day
2. ショック・かくして・大人する
3. 夕月檸檬
4. 太陽は知っている
5. 人生GAME
6. ハリウッド・ロマンス
7. し・の・び・愛－New Version－
8. センチメンタル・ホテル
9. 元気でね･･･
10. 一人七色

#### ボーナス・トラック
1. し・の・び・愛（シングル・ヴァージョン）
作詞・作曲：高見沢俊彦　編曲：船山基紀
2. 春ごころ
作詞・作曲：五輪真弓　編曲：萩田光雄
  - 24枚目のシングルA面曲。
3. 二杯目からのはじまり
作詞・作曲：五輪真弓　編曲：萩田光雄
  - 「春ごころ」のB面曲。

## 参考資料
- オリコン『ALBUM CHART-BOOK COMPLETE EDITION 1970-2005』オリコン・マーケティング・プロモーション、2006年4月。ISBN 978-4-87131-077-2。